# An-Nuchaib
An-Nuchaib (arabisch النخيب, DMG an-Nuḫaib; auch Nukhayb) ist eine irakische Stadt im irakischen Gouvernement al-Anbar.
An-Nuchaib befindet sich an einer Straßenkreuzung in der Region mit Straßen, die südwärts zur Grenze nach Saudi-Arabien, nordwärts zur Hauptstraße Ramadi-Jordanien und nordöstlich zur Stadt Kerbala führen. Es ist die letzte irakische Stadt, bevor islamische Pilger die Grenze zu Saudi-Arabien auf ihrem Weg nach Mekka überqueren. Zwei kleinere Dörfer befinden sich nördlich der Stadt: Habbariya (28 km) und Kesrah (51 km).
Vom Briten John Bagot Glubb wurde zur Zeit des Britischen Mandat Mesopotamien eine Station errichtet.
Im Dezember 2010 verunglückte das katarische Königshausfamilienmitglied Chalifa bin Abdulla bin Hassan bin Ali Al Thani mit seinem Fahrzeug in an-Nuchaib tödlich.
2011 wurden 22 schiitische Pilger auf ihrem Weg von Damaskus nach Kerbela in Nuchaib getötet.
Im Juni 2014 wurde an-Nuchaib von der Organisation Islamischer Staat eingenommen. Im August 2014 wurde die Stadt sowie die kleineren Orte Akaschat und Zankura von den irakischen Streitkräften zurückerobert.